# San Isidro de El Guarco
San Isidro es un distrito del cantón de El Guarco, en la provincia de Cartago, de Costa Rica.

## Geografía
San Isidro cuenta con un área de 134,88 km² y una altitud media de 1388 m s. n. m.

## Demografía
Para el año 2022, San Isidro cuenta con una población estimada de 11 660 habitantes, y para el último censo efectuado, en 2011, San Isidro contaba con una población de 9828 habitantes.

## Localidades
- Barrios: Guatuso, Higuito, Potrerillos.
- Poblados: Altamiradas, Alto San Francisco, Bajo Gloria, Bajos de León, Barrancas (parte), Cangreja, Cañón (parte), Casablanca, Casamata, Cascajal, Conventillo, Cruces, Cruz, Chonta (parte), Damita, Dos Amigos, Empalme (parte), Esperanza, Estrella, Guayabal (parte), La Luchita, La Paz, Macho Gaff, Montserrat, Ojo de Agua (parte), Palmital, Palmital Sur, Palo Verde, Paso Macho (parte), Purires (parte), Salsipuedes (parte), San Cayetano, Surtubal, Tres de Junio, Vara del Roble.

## Transporte

### Carreteras
Al distrito lo atraviesan las siguientes rutas nacionales de carretera:
- Ruta nacional 2
- Ruta nacional 222
- Ruta nacional 226
- Ruta nacional 315
- Ruta nacional 406